# 王曰俞 (崇禎應天進士)
王曰俞（1598年—1672年），號中恬，直隸蘇州府常熟縣人，明朝政治人物。

## 生平
天啟七年（1627年）丁卯科應天鄉試第一百二十八名舉人，崇禎十六年（1643年）中式癸未科會試第九十三名，三甲第一百四名進士。禮部觀政，授餘姚縣知縣，十七年（1644年）致仕歸里。康熙十一年（1672年）卒於家。

## 家族
曾祖王可適；祖父王有德，鄉飲賓；嗣父王瑞龍；本生父王見龍，鄉飲賓。子王澧，同榜進士。